# NGC 5164
NGC 5164 est une galaxie spirale barrée située dans la constellation de la Grande Ourse. Sa vitesse par rapport au fond diffus cosmologique est de 7 335 ± 10 km/s, ce qui correspond à une distance de Hubble de 108,2 ± 7,6 Mpc (∼353 millions d'al). NGC 5164 a été découverte par l'astronome germano-britannique William Herschel en 1789.
La classe de luminosité de NGC 5164 est II et c'est une galaxie dont le noyau brille dans le domaine de l'ultraviolet. Elle est inscrite dans le catalogue de Markarian sous la cote Mrk 257 (MK 452).

## Supernova
La supernova 2011em a été découverte dans NGC 5164 le 4 août 2011 par l'astronome amateur japonais Masaki Tsuboi, président de la Société astronomique d'Hiroshima. Cette supernova était de type Ia. 